# 4652 Iannini
4652 Iannini eller 1975 QO är en asteroid i huvudbältet som upptäcktes den 30 augusti 1975 av Félix Aguilar-observatoriet. Den är uppkallad efter Gualberto M. Iannini.
Asteroiden har en diameter på ungefär 6 kilometer och den tillhör asteroidgruppen Nele.